# Dům U Zlatého hroznu
Dům U Zlatého hroznu (někdy U Modrého hroznu) je barokní dům v ulici Nový Svět č.p. 78 / č.o. 5, který stojí na rohu ulic Nový svět a Kapucínská na Hradčanech v Praze.

## Historie
Dům nechal postavit Abraham Unkoffer někdy po r. 1694 a dům nechal vyzdobit freskami, malovanými stropy a benátskými zrcadly. Většina dochovaných architektonických prvků odkazuje na raně barokní styl. Severní průčelí je šestiosé, západní je tříosé. Na západním průčelí se dochoval pravoúhlý arkýř na kamenných krakorcích. Na dvoupatrový hlavní trakt budovy navazuje při šikmé západní fasádě nižší přístavek s lichoběžným průčelím. Sklepení pod uličním traktem je v pravé části sklenuto kamennou valenou klenbou.

## Zajímavosti
V domě žil klavírista a hudební skladatel Rudolf Friml.